# NEC V20

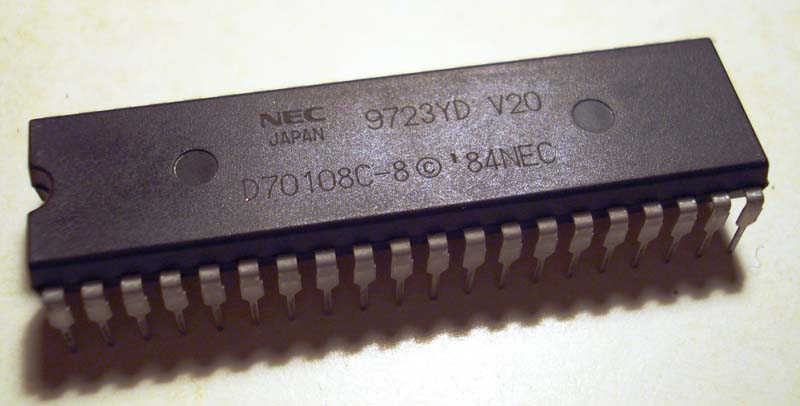
NEC V20

NEC V20 (μPD70108) — 16-битный микропроцессор, разработанный компанией NEC и выпущенный на рынок в 1984 году. Он содержал приблизительно 29000 транзисторов и являлся аналогом процессора Intel 8088 (в частности, совместим с ним по расположению выводов), работал на частоте от 8 до 12 МГц, был изготовлен по технологии КМОП. Его архитектура более совершенна, чем 8088, в результате чего быстродействие приблизительно на 30 % выше. Основной причиной этого является аппаратная реализация инструкции умножения, тогда как 8088 выполняет её микропрограммно. Данный процессор использовался в ряде IBM PC-совместимый компьютеров, таких, как Copam. Компания Sony также выпускала данный процессор по лицензии от NEC под маркировкой V20H.
Замечательной особенностью NEC V20 являлось наличие режима эмуляции процессора Intel 8080, что позволяло выполнять написанные для него программы. Для перехода в данный режим и возврата из него использовались дополнительные инструкции BRKEM, RETEM и CALLN.

## Модификации и последующие модели
- NEC V30 (μPD70116). Совместим с микропроцессором Intel 8086, имеет 16-битную шину данных.
- NEC V40 (μPD70208) версия V20, предназначен для использования во встраиваемых контроллерах (содержит внутри себя дополнительно 8251, 8253 и 8255).
- NEC V60 (μPD70616 и μPD70615). Использовал собственную 32-разрядную архитектуру. μPD70615 не имел эмулятора V20/V30 и поэтому был не способен исполнять код 8086/8088.
- NEC V70 (μPD70632) — улучшенная разновидность V60. Включает модуль управления виртуальной памятью.
- NEC V80 (μPD70832). Последний представитель данной серии, повышенной производительности.